# Vedrana Vučičević
Vedrana Vučičević (ur. 14 marca 1985 w Sarajewie) – bośniacka biegaczka narciarska i biathlonistka. Uczestniczyła w Zimowych Igrzyskach Olimpijskich w Turynie (2006).

## Osiągnięcia

### Mistrzostwa Świata
| Rok  | Miejsce    | IN | SP | PU | MS | RL |
| 2005 | Hochfilzen | 93 | 95 |    |    |    |

### Mistrzostwa Świata Juniorów
| Rok  | Miejsce         | IN | SP  | PU | MS | RL |
| 2002 | Ridnaun         | 31 | 35  | 39 |    |    |
| 2003 | Kościelisko     | 49 | 59  | 52 |    |    |
| 2004 | Haute Maurienne | 53 | =45 |    |    |    |
| 2005 | Kontiolahti     | 52 | 48  | 48 |    |    |

IN – bieg indywidualny, SP – sprint, PU – bieg pościgowy, MS – bieg ze startu wspólnego, RL – sztafeta